# Papež Klemen III.
Papež Klemen VIII. (latinsko Clemens III; rojen kot Paolo Scolari) , papež katoliške Cerkve, * 1130, Rim (Papeška država, Sveto rimsko cesarstvo); † 20. marec 1191  Rim (Papeška država, Sveto rimsko cesarstvo).

## Življenjepis
Pavel (Paolo) Scolari se jer rodil okrog 1130 v Rimu v četrti Pigna; oče Janez (=Giovanni) Scolari je imel visok položaj, vendar ni bil plemič, materi pa je bilo ime Marija (Maria). 

Že kot otroka so ga dali starši v vzgojo kanonikom pri Mariji Snežni (Basilica di Santa Maria Maggiore), kjer je postal klerik, kanonik in nadduhovnik 3. marca 1176 ter si je začel graditi palačo zase in svoje naslednike zraven cerkve. 

V konzistoriju marca 1179 ga je Aleksander III. imenoval za kardinala-diakona pri Santi Sergio e Bacco, kmalu nato pa je postal kardinal-duhovnik pri Santa Pudenziana. Že januarja 1181 pa ga je papež povzdignil za kardinala-škofa Palestrine. Čeprav se ni izkazoval v kakih političnih misijah, je – takrat že zelo v letih – bil med resnimi kandidati po smrti Urbana III. 20. oktobra 1187. Ko je kmalu nato – 17. decembra 1187 - umrl v Pisi še novi papež Gregor VIII., so se zbrali kardinali takoj po pogrebu in ga že 19. decembra izvolili za pontifexa, čeprav ni mogel biti navzoč v konklavu zaradi bolezni. 

### Konklavi
Za časa svojega kardinalovanja je Pavel Scolari sodeloval pri naslednjih konklavah:
1. 1181, ko je bil izvoljen papež Lucij III.
2. 1185, ko je bil izvoljen papež Urban III.
3. prve konklave 1187, ko je bil izvoljen papež Gregor VIII.
4. druge konklave 1187, ko se je odpovedal kardinal Teodobaldo I. di Vermandois, in so kardinali enodušno izvolili Pavla za papeža z imenom Klemen III. Pri teh volitvah ni sodeloval zaradi bolezni.

## Papež
Kot papež si je prizadeval za spravo z rimsko občino (komuno), ki je ovirala papeže pri delu že pol stoletja; to se mu je posrečilo šele z velikansko odkupnino, ki je čisto izpraznila cerkveno blagajno. Še več: njegov predhodnik ni mogel stolovati v Rimu; Klemenu pa je uspelo, da je dosegel, da so Rimljani priznali njegovo vladavino in sicer v zameno za odkupnino in za obljubo, da bo porušil osovraženi Tusculum. V večno mesto je zmagoslavno vstopil sredi februarja 1189, kjer so mu senatorji zaprisegli zvestobo; nastanil se je v Lateranu. Čeprav tega dejstva ne smemo precenjevati, je bil Klemen od upora ter ustanovitve senata 1143 prvi papež, ki je v večnem mestu lahko mirno in neovirano prebival dalj časa. 

### Sprava med vladarji inTretja križarska vojna
Politiko Gregorja VIII., ki je iskal soglasja s cesarjem, je nadaljeval tudi njegov naslednik, Klemen III. On je mlademu Henriku brez odlašanja obljubil cesarsko kronanje, kar mu je s cesarjeve strani zagotovilo popolno vrnitev Papeške države - razen Matildinih posesti. Celotno papeževo plemenito prizadevanje je šlo za tem, da pomiri med seboj evropske vladarje in jih navduši za križarsko vojno. 

Aprila 1189 je dosegel Klemen mir s svetorimskim cesarjem Friderikom Rdečebradcem. Pomiril je med seboj kralja Henrika Angleškega in Filipa Francoskega, da sta se skupaj udeležila križarske vojne.
Udejanjil je zamisel Gregorja VIII., da je treba zopet osvojiti Jeruzalem, najprej pa med seboj pomiriti krščanske evropske vladarje. Friderika je nagovoril, da je odšel na Tretjo križarsko vojno (1189-91), pri kateri so neposredno sodelovali: svetorimski cesar Friderik, francoski kralj Filip Avgust ter angleški kralj Rihard Levjesrčni. Pohod se je uspešno začel, pa nesrečno končal; v vročem popoldnevu je namreč glavni poveljnik Barbarossa utonil 10. junija 1190 pri prehodu s konjem čez reko Salef ; takratna Armensko-kilikijska kneževina, skoz katero so potovali križarji, je bila Friderikova zaveznica; po njegovi smrti so se križarji po večini vrnili domov.   

### Kanonizacije
Med pontifikatom Klemena III. so potekali štirje postopki za kanonizacijo; v primeri z današnjimi številnimi razglasitvami malo, za takratne čase pa veliko število. S cerkveno-pravnega stališča so te kanonizacije posebej zanimive, kajti v dveh primerih je razglasitev za svetnika opravil njegov pooblaščenec, v dveh primerih pa jo je opravil papež sam. 
1. V primeru danskega misijonarja med pomeranskimi Slovani Kjelda Viborškega (1100–1150) je papež najprej odobril postopek, potem je pa auctoritate apostolica pooblastil kjeldskega nadškofa Absalona, da je opravil beatifikacijo v samem kraju 11. julija 1189.
2. Podobno je dal pooblastilo  za "canonisatio in forma commissoria" v primeru pomeranskega misijonarja škofa Otona Bamberškega (1060–1139) tamkajšnjemu nadškofu.
3. Kanonizacijo puščavnika in ustanovitelja grandmontancev Štefana Grandmontskega (1046–1124) je papež pripravil sam; vendar je pooblastil delegata, kardinala-duhovnika Janeza od S. Marco, da jo je vodil in razglasil.
4. Prištel je k svetnikom tudi irskega armaškega nadškofa in verskega obnovitelja Malahija (1094–1148), in sicer on osebno v Rimu 1190. Svetemu Malahiju pripisujejo znamenite Malahijeve prerokbe o papežih, po katerih naj bi bil Frančišek kot Peter Rimski (Petrus Romanus) zadnji papež pred sodnim dnevom. Mnenja o vrednosti in pristnosti teh prerokb se razhajajo. Splošno sprejeto mnenje je, da jih je napisal nekdo drug v letu 1590, ki je začel "prerokbe" zgodovinsko s Celestinom II. (1143–1144) - a pripisal jih je svetemu Malahiju. To sklepajo zgodovinarji iz dejstva, da so napovedi o papežih do 1590 mnogo jasnejše od poznejših.

V zaslugo se mu šteje, da je bolj natančno določil svetniški postopek, ne da bi zadržal pravico kanonizacije samo za papeža. Njegovi nasledniki niso več prakticirali razglašanja svetnikov prek pooblaščenca.  

### Dela
- »Documenta Catholica Omnia« (v latinščini). Pridobljeno 6. decembra 2011.

1. Prvi znani norveški zapis izhaja od papeža Klemena III. V njem papež prepoveduje vsej duhovščini na Norveškem sodelovanje v dvoboju (ali vojaški službi); duhovščini naroča, da naj umirajočim zagotovijo duhovno tolažbo, jih spodbudijo h kesanju in odvrnejo od zlih dejanj.
2. Klemen je podedoval omejitev kardinalskega zbora na 20 članov; on je pa to število krepko presegel, ko je napravil tri imenovanja: 12. marca 1188 (11 kardinalov), maja 1189 (3 kardinale) in septembra 1190 (16 kardinalov); tako je skupno imenoval kar trideset novih kardinalov. [13] Nekateri viri napačno navajajo datum konzistorijev, drugi pa se motijo pri številu kardinalskih imenovanj: I. S. Robinson meni, da jih je Klemen III. imenoval čez trideset, [14], medtem ko F. Gligora, da jih je imenoval le triindvajset.
3. Pokazal je izredno razumevanje do kralja Viljema Škotskega, ko je rešil dolgoletni cerkveni spor s tem, da je 13. marca 1188 izvzel škotsko Cerkev izpod angleške nadoblasti v Yorku in jo podvrgel neposredno Svetemu sedežu ter ji s tem omogočil samostojnost. [15]
4. Samostanom je potrdil svoje varstvo in njihove predpravice; uredil je cerkveno in zakonsko življenje. [11]

## Smrt
Zaradi kronanja s cesarsko krono se je podal na pot mladi cesar Henrik z ženo Konstanco; prišla sta že severno od Rima – v sotesko Anguillara, pri jezeru Bracciano, ko je papeža doletela smrt. Umrl je v Rimu, 20. marca 1191. 

Pokopan je v Lateranu.  

### De Schola exiet
Malahijeva prerokba pravi o njem, da bo Izšel iz šole (latinsko De Schola exiet; angleško He will come from school). Temu sledi razlaga, da je Rimljan, iz rodbine Scolari.. (latinsko Romanus, domo Scholari.; angleško A Roman, of the house of Scolari.). Geslo je besedna igra s priimkom Klemena III. 